# Ондансетрон
Ондансетро́н (новолат. Ondansetron) — противорвотное средство центрального действия, избирательный антагонист серотониновых рецепторов 5НТ3. Используется главным образом для подавления тошноты и рвоты, возникающих вследствие химиотерапии. Он действует как на периферическую, так и на центральную нервную систему, снижая активность блуждающего нерва, что подавляет рвотный рефлекс, а также блокирует рецепторы триггерной зоны головного мозга, которая запускает этот рефлекс. Ондансетрон не связывается с дофаминовыми рецепторами и слабо влияет на тошноту и рвоту при морской болезни.
Он был разработан фирмой GlaxoSmithKline. Препарат выпускается, в частности, в форме диспергируемых таблеток по технологии Zydis[значимость факта?]. Входит в российский перечень жизненно необходимых и важнейших лекарственных препаратов.

## Фармакологическое действие
Ондансетрон высокоселективно блокирует центральные (хеморецепторы триггерной зоны, рвотный центр) и периферические серотониновые 5-HT3-рецепторы. Блокируя 5-HT3-рецепторы, ондансетрон предупреждает возникновение рвотного рефлекса. Кроме того, ондансетрон угнетает центральные звенья рвотного рефлекса, блокируя 5-HT3-рецепторы дна IV желудочка (area postrema).

Препарат предупреждает или устраняет тошноту и рвоту, вызванные цитостатической (подавляющей деление клеток), противоопухолевой химиотерапией и/или лучевой терапией, а также в послеоперационном периоде.

Механизм действия препарата окончательно не выяснен. Полагают, что в возникновении тошноты и рвоты при проведении противоопухолевой терапии важную роль играет стимуляция афферентных волокон блуждающего нерва серотонином, выделяющимся из энтерохромаффинных клеток слизистой оболочки ЖКТ.. По-видимому, препарат блокирует возникновение рвотного рефлекса, проявляя антагонистическое действие в отношение рецепторов, локализованных на нейронах периферической нервной системы.

Не снижает психомоторной активности пациента и не вызывает седативного (успокаивающего) эффекта. При многократном введении замедляет перистальтику и прохождение содержимого по кишечнику
.

## Фармакокинетика
Хорошо абсорбируется в ЖКТ. Прием пищи на 17% удлиняет период всасывания, не влияя на Cmax и время её наступления. После в/в введения 0,15 мг/кг Cmax составляет для возрастных групп 19-40, 61-74, 75 и более лет 102, 106 и 170 нг/мл, T1/2 — 3,5; 4,7 и 5,5 ч, плазменный Cl — 0,381; 0,319 и 0,262 л/ч соответственно; при в/в 15-минутной инфузии 32 мг Cmax достигает 264 нг/мл, T1/2 — 4,1 ч. Cmax при в/м введении регистрируется спустя 10 мин. Биодоступность — 56% (эффект «первого прохождения»), время достижения Cmax (её величина пропорциональна дозе) — 1,7 ч. T1/2 — 3 ч. Связывается с белками плазмы крови на 70-76% (соответственно 10-500 нг/мл in vitro), частично проникает в эритроциты. Интенсивно подвергается превращениям (только 5% выводится с мочой в неизмененном виде). Основная часть введенной дозы гидроксилируется в печени до соединений индольного цикла, в затем конъюгирует с глюкуроновой или серной кислотами. У женщин скорость и длительность всасывания из ЖКТ, абсолютная биодоступность и показатели плазмы выше, а клиренс и уровень распределения ниже, чем у мужчин. На фоне тяжелых поражений печени плазменный клиренс снижается в 5 раз (T½ — 20,6 ч), умеренных — в 2 раза (T1/2 — 9,2 ч)..

## Применение

### Показания
Профилактика тошноты и рвоты при проведении противоопухолевой химиотерапии или лучевой терапии; профилактика и лечение тошноты и рвоты в послеоперационном периоде.

### Противопоказания
Гиперчувствительность, детский возраст — для ректального введения (до 2 лет — для приема внутрь и парентерального введения), I триместр беременности. На время лечения необходимо прекратить грудное вскармливание (неизвестно, экскретируется ли ондансетрон в грудное молоко женщин).

### Особые указания
Не рекомендуется вводить в одном шприце с другими препаратами.

Пациенты, имеющие в анамнезе аллергические реакции на другие селективные блокаторы серотониновых 5НТ3-рецепторов, имеют повышенный риск их развития при приеме ондансетрона.
Ондансетрон может замедлять моторику толстого кишечника, в связи с чем, его назначение больным с симптомами кишечной непроходимости требует особого наблюдения.

## Побочные действия
- Со стороны ЦНС: головные боли; редко — транзиторные нарушения зрения и головокружение (при быстром в/в введении), непроизвольные движения.
- Со стороны сердечно-сосудистой системы: редко — боли в груди, аритмии, брадикардия, артериальная гипотензия.
- Со стороны пищеварительной системы: запоры, диарея, боли в животе, транзиторное повышение уровня трансаминаз в сыворотке крови.
- Аллергические реакции: редко — бронхоспазм, ангионевротический отек, крапивница; в отдельных случаях — анафилактические реакции.
- Прочие: ощущение тепла и прилива крови к голове и эпигастральной области.[8]

## Передозировка
Имеется ограниченный опыт передозировки ондансетрона. В большинстве случаев симптомы похожи на побочные реакции при применении препарата в рекомендованных дозах.
Лечение: симптоматическая и поддерживающая терапия. Специфический антидот для ондансетрона не известен.

## Взаимодействие
В связи с тем, что ондансетрон метаболизируется в печени ферментами системы цитохрома P450, возможно, что при одновременном применении с лекарственными средствами, являющимися индукторами или ингибиторами этой ферментной системы (барбитураты, карбамазепин, гризеофульвин, закись азота, папаверин, фенилбутазон, фенитоин и, вероятно, другие гидантоины, рифампицин, толбутамид), изменяются клиренс и период полувыведения ондансетрона, а также с ингибиторами изоферментов P450 CYP2D6 и CYP3A (аллопуринол, антибиотики-макролиды, антидепрессанты-ингибиторы МАО, хлорамфеникол, циметидин, эстрогенсодержащие пероральные контрацептивы, дилтиазем, дисульфирам, эритромицин, вальпроевая кислота, вальпроат натрия, флуконазол, фторхинолоны, изониазид, кетоконазол, ловастатин, метронидазол, омепразол, пропранолол, хинидин, хинин, верапамил).